# Reiner Witte
Reiner Witte (* 15. März 1955; † 17. März 2023 in Langwedel) war ein deutscher Rechtsanwalt und Handballtorwart. Er war von 2008 bis 2014 Präsident des Ligaverbandes der Handball-Bundesliga.
Witte lernte das Handballspiel beim ATSV Habenhausen unter Trainer Hinrich Schwenker. Beim TV Grambke-Bremen spielte er in der Handball-Bundesliga; er bestritt fünf Länderspiele für die deutsche Nationalmannschaft. Ferner war er für die SG VTB/Altjührden aktiv.
Der Rechtsanwalt war viele Jahre Vorsitzender des Norddeutschen Handballverbandes und seit 2002 Vizepräsident Recht beim Deutschen Handballbund (DHB). Beim Bundestag des DHB im Oktober 2008 kandidierte er nicht mehr für diesen Posten.
Im Juni 2008 wurde Witte als Nachfolger des zurückgetretenen Bernd-Uwe Hildebrandt zum Präsidenten des Ligaverbandes der Toyota-Handball-Bundesliga ohne Gegenstimme gewählt. Witte betonte: „Ich freue mich auf meine Tätigkeit, die voller Perspektiven und Herausforderungen ist. Wer mich kennt, weiß, dass ich mich als Ligapräsident für die Interessen aller Klubs der 1. und 2. Ligen einsetzen werde“. Nachdem er 2014 aus privaten und gesundheitlichen Gründen nicht zur Wiederwahl antrat, wurde Uwe Schwenker zu seinem Nachfolger gewählt.
Witte war verheiratet und hatte zwei Kinder, er wohnte in Langwedel.